# La Légende de la fileuse
Pour les articles homonymes, voir La Sirène et Le Songe (homonymie).
Pour plus de détails, voir Fiche technique et Distribution.
La Légende de la fileuse (ou La Sirène ou encore Le Songe du pêcheur) est un film muet français réalisé par Louis Feuillade, sorti en 1908.

## Synopsis
La déesse Minerve est jalouse de la jeune Arachné qui est plus habile qu'elle dans le tissage. Par dépit, Minerve précipite Arachné aux enfers, puis la transforme en araignée qui va éternellement tisser sa toile.

## Fiche technique
- La Légende de la fileuse ou La Sirène ou Le Songe du pêcheur
- Réalisation : Louis Feuillade
- Scénario : Christiane Mandelys
- Photographie : Albert Sorgius[1]
- Société de production : Société des établissements Gaumont
- Durée : 8 minutes
- Date de sortie : 16 mars 1908, France

## Distribution
- Alice Tissot
- Georges Wague
- Renée Carl
- Christiane Mandelys